# Administración del Seguro Social

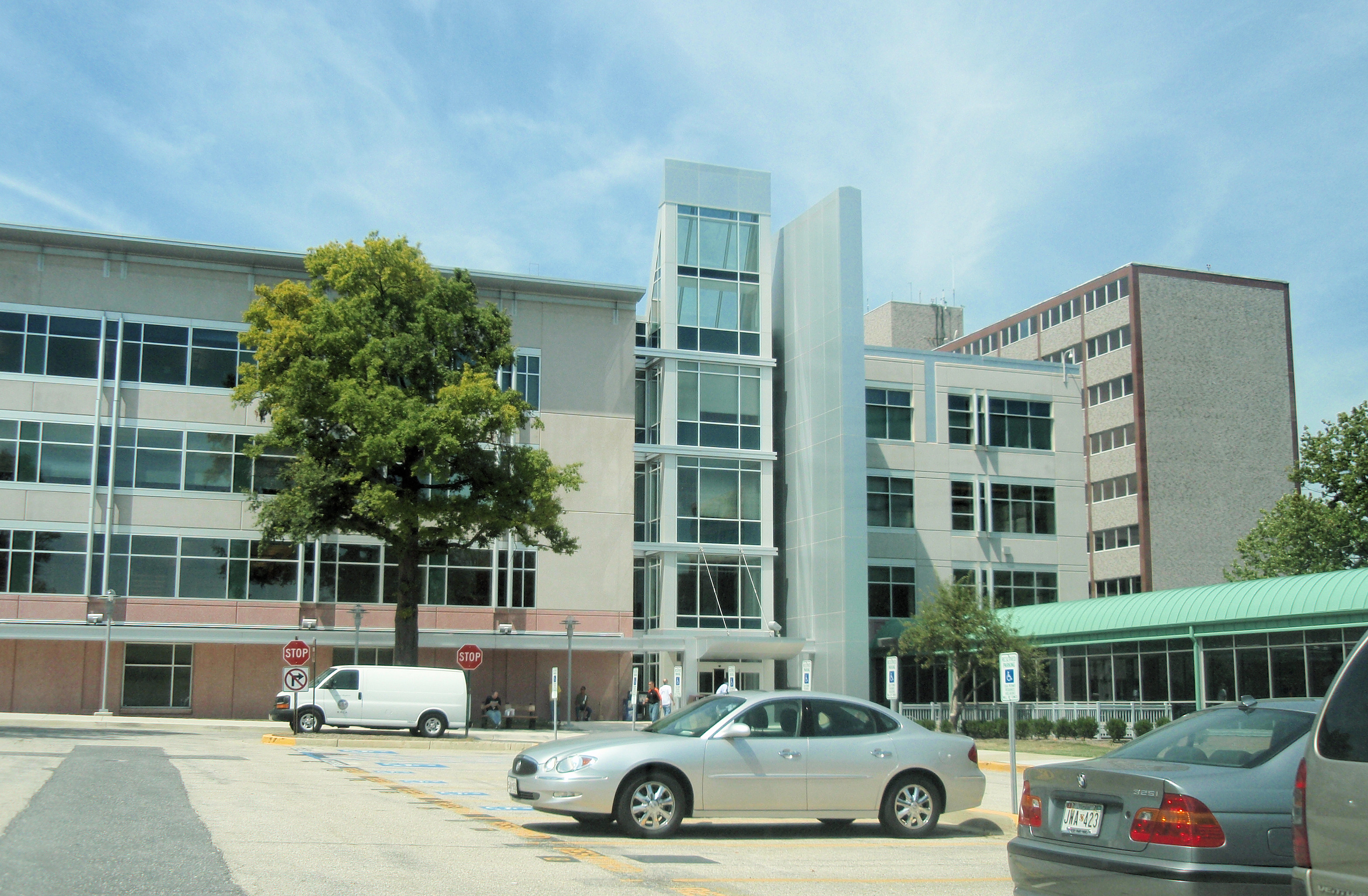
La sede de la Administración del Seguro Social

La Administración del Seguro Social de los Estados Unidos (inglés: United States Social Security Administration, siglas: SSA) es una agencia independiente del gobierno federal de los Estados Unidos que administra el Seguro Social, que administra el programa del seguro social que consiste en el retiro, discapacidad, y las prestaciones de supervivencia. Para calificar para estos beneficios, la mayoría de los trabajadores estadounidenses pagan impuestos del Seguro Social en sus ingresos; y sus beneficios futuros se basan en las contribuciones del empleado.
La Administración del Seguro Social fue establecida por una ley codificada en la actualidad USC 42901. Su actual comisionado es Martin O'Malley, quien fue juramentado el 20 de diciembre de 2023.
SSA tiene su sede en Woodlawn, Maryland, justo al oeste de Baltimore, en lo que es conocido como su Oficina Central. La agencia tiene 10 oficinas regionales, 8 centros de procesamiento, aproximadamente 1300 oficinas pequeñas, y 37 Centros de Teleservicio. Al 2007, entre 62,000 personas estaban empleadas por el SSA. El seguro social es actualmente el mayor programa de bienestar social en los EE. UU., que constituye el 37% de los gastos públicos y el 7% del PIB, y se estima que actualmente mantiene fuera de la pobreza a aproximadamente el 40% de todos los estadounidenses de 65 años o más.

## Dirección

### Presidente de la Junta del Seguro Social
- John G. Winant (1935-1937)
- Arthur J. Altmeyer (1937-1956)

### Comisionados
- Arthur J. Altmeyer (1946-1953)
- John W. Tramburg (1953-1954)
- Charles I. Schottland (1954-1958)
- William L. Mitchell (1959-1962)
- Robert M. Ball (1962-1973)
- James B. Cardwell (1973-1977)
- Stanford G. Ross (1978-1979)
- William J. Driver (1980-1981)
- John A. Svahn (1981-1983)
- Martha A. McSteen (1983-1986)
- Dorcas R. Hardy (1986-1989)
- Gwendolyn S. King (1989-1992)
- Shirley S. Chater (1993-1997)
- Kenneth S. Apfel (1997-2001)
- Jo Anne B. Barnhart (2001-2007)
- Michael J. Astrue (2007-2013)

## Seguridad de Ingreso Suplementario (SSI)
Los administradores del SSA administran el programa de Seguridad de Ingreso Suplementario (Supplemental Security Income, SSI), que está basado en las necesidades, para ancianos, ciegos, o personas con discapacidad. Este programa comenzó en 1973. El SSI son pagados por los ingresos generales de los Estados Unidos. Además, algunos estados de pagan fondos adicionales al SSI. Aproximadamente 7 millones de personas están cubiertas por el SSI.

## Medicare
La administración del programa del Medicare tiene la responsabilidad de los Centros de Servicios de Medicare y Medicaid, pero las oficinas de los distritos de SSA y los programas de servicios son utilizados para determinar la elegibilidad, el proceso de los pagos de las primas, y para el contacto público.

## Reporte de la popularidad de nombres de bebés
Cada año, justo antes del Día de la Madre, la Administración del Seguro Social publica una lista de los nombres más comúnmente usados por los recién nacidos el año anterior en los Estados Unidos, basados en las solicitudes de tarjetas del Seguro Social. El informe incluye los 1000 nombres más comunes para cada género. La página de los nombres para bebés más populares del sitio web de la SSA proporciona la lista completa y permite la búsqueda de los últimos años y especialmente ciertos nombres.

## Libros
- Social Security Disability Advocate's Handbook, by David Traver, James Publishing, 2006, ISBN 1-58012-033-4
- Social Security Handbook Archivado el 20 de marzo de 2012 en Wayback Machine., Germania Publishing, 2006.